# Fiesta (álbum de Miranda)
Fiesta es el álbum de la cantante español-francés de europop Miranda, lanzado en 1999. El álbum fue dibujado por batearon sencillos mundial como «Vamos A La Playa», «Eldorado» y «A La Fiesta». Las letras de las canciones son en español e inglés.

## Lista de canciones
1. «Eldorado» – 3:43
2. «Vamos a la playa» - 3:13
3. «Baila» - 3:10
4. «A La Fiesta» - 3:35
5. «Do It (Get Down On It)» - 3:29
6. «Hola Hey» - 3:51
7. «Max» - 3:37
8. «Summertime» - 3:08
9. «El ritmo del sol» - 3:35
10. «Special DJ» - 3:55
11. «Macho Man» - 3:13
12. «Try It Out» - 3:31
13. «Movie Star» - 4:24
14. «A La Fiesta» (london radio edit) - 4:04